# 横田綱久
横田 綱久（よこた つなひさ）は、戦国時代の武将。下野宇都宮氏の家臣。

## 生涯
横田綱邑の六男。兄に横田五兄弟がいる。
天文18年（1549年）、喜連川五月女坂の戦いで兄・綱維らが宇都宮尚綱に従い那須高資と戦って討死したため、横田家の家督を相続した。
永禄10年（1567年）、那須大崖山の戦いで大山田綱胤、大金重宣、松野篤通、武茂守綱、烏子泰宗、南路義郷、戸村義広、小場義忠、石川昭光らと共に佐竹義重の家臣・長倉義当に従い那須資胤と戦うが奇襲を受け敗退した。